# Badminton 2006
Höhepunkte des Badmintonjahres 2006 waren die Weltmeisterschaft, der Thomas Cup und der Uber Cup.
== World Badminton Grand Prix ==
| Veranstaltung       | Herreneinzel          | Dameneinzel         | Herrendoppel                                     | Damendoppel                         | Mixed                                   |
| ------------------- | --------------------- | ------------------- | ------------------------------------------------ | ----------------------------------- | --------------------------------------- |
| Swiss Open          | Lee Chong Wei         | Xu Huaiwen          | Chan Chong Ming Koo Kien Keat                    | Du Jing Yu Yang                     | Nathan Robertson Gail Emms              |
| German Open         | Chen Jin              | Zhang Ning          | Jung Jae-sung Lee Yong-dae                       | Yang Wei Zhang Jiewen               | Zhang Jun Gao Ling                      |
| All England         | Lin Dan               | Xie Xingfang        | Jens Eriksen Martin Lundgaard Hansen             | Gao Ling Huang Sui                  | Zhang Jun Gao Ling                      |
| China Masters       | Chen Jin              | Wang Lin            | Jens Eriksen Martin Lundgaard Hansen             | Gao Ling Huang Sui                  | Xie Zhongbo Zhang Yawen                 |
| Philippines Open    | Muhammad Hafiz Hashim | Saina Nehwal        | Albertus Susanto Njoto Yohan Hadikusumo Wiratama | Jo Novita Greysia Polii             | Sudket Prapakamol Saralee Thungthongkam |
| Indonesia Open      | Taufik Hidayat        | Zhu Lin             | Candra Wijaya Tony Gunawan                       | Zhang Yawen Wei Yili                | Xie Zhongbo Zhang Yawen                 |
| Singapur Open       | Peter Gade            | Pi Hongyan          | Flandy Limpele Sigit Budiarto                    | Yang Wei Zhang Jiewen               | Nova Widianto Liliyana Natsir           |
| Malaysia Open       | Lee Chong Wei         | Zhang Ning          | Chan Chong Ming Koo Kien Keat                    | Gao Ling Huang Sui                  | Zhang Jun Gao Ling                      |
| Chinese Taipei Open | Lin Dan               | Zhang Ning          | Fu Haifeng Cai Yun                               | Lee Kyung-won Lee Hyo-jung          | Nova Widianto Liliyana Natsir           |
| Macau Open          | Lin Dan               | Judith Meulendijks  | Fu Haifeng Cai Yun                               | Huang Sui Gao Ling                  | Thomas Laybourn Kamilla Rytter Juhl     |
| Thailand Open       | Chen Yu               | Zhu Lin             | Lee Yong-dae Jung Jae-sung                       | Lee Kyung-won Lee Hyo-jung          | Lee Yong-dae Hwang Yu-mi                |
| New Zealand Open    | Lee Tsuen Seng        | Huang Chia-chi      | Eng Hian Rian Sukmawan                           | Jiang Yanmei Li Yujia               | Hendri Kurniawan Saputra Li Yujia       |
| US Open             | Yousuke Nakanishi     | Ella Karachkova     | Halim Haryanto Tony Gunawan                      | Nina Vislova Valeria Sorokina       | Sergey Ivlev Nina Vislova               |
| Korea Open          | Bao Chunlai           | Lu Lan              | Tony Gunawan Candra Wijaya                       | Yang Wei Zhang Jiewen               | Nova Widianto Liliyana Natsir           |
| Hong Kong Open      | Lin Dan               | Xie Xingfang        | Markis Kido Hendra Setiawan                      | Yang Wei Zhang Jiewen               | Zheng Bo Zhao Tingting                  |
| Japan Open          | Lin Dan               | Zhang Ning          | Candra Wijaya Tony Gunawan                       | Gao Ling Huang Sui                  | Flandy Limpele Vita Marissa             |
| China Open          | Chen Hong             | Zhang Ning          | Markis Kido Hendra Setiawan                      | Yang Wei Zhang Jiewen               | Xie Zhongbo Zhang Yawen                 |
| Bitburger Open      | Ronald Susilo         | Xu Huaiwen          | Michał Łogosz Robert Mateusiak                   | Jiang Yanmei Li Yujia               | Robert Mateusiak Nadieżda Kostiuczyk    |
| World Cup           | Lin Dan               | Wang Yihan          | Markis Kido Hendra Setiawan                      | Gao Ling Huang Sui                  | Nova Widianto Liliyana Natsir           |
| Denmark Open        | Chen Hong             | Jiang Yanjiao       | Lars Paaske Jonas Rasmussen                      | Kamila Augustyn Nadieżda Kostiuczyk | Anthony Clark Donna Kellogg             |
| Dutch Open          | Sairul Amar Ayob      | Adriyanti Firdasari | Rian Sukmawan Eng Hian                           | Rani Mundiasti Endang Nursugianti   | Robert Blair Jenny Wallwork             |
| Vietnam Open        | Andrew Smith          | Bae Seung-hee       | Yoo Yeon-seong Jeon Jun-bum                      | Kim Jin-ock Lee Jung-mi             | Yoo Yeon-seong Lee Jung-mi              |
| Bulgaria Open       | Kasper Ødum           | Ella Karachkova     | Joachim Fischer Nielsen Mathias Boe              | Meiliana Jauhari Purwati            | Alexandr Nikolaenko Nina Vislova        |
| India Open          | abgesagt              | abgesagt            | abgesagt                                         | abgesagt                            | abgesagt                                |

## Terminkalender
| Veranstaltung                                     | Ort                 | Beginn             | Ende               |
| ------------------------------------------------- | ------------------- | ------------------ | ------------------ |
| Swiss Open 2006                                   | Münchenstein        | 3. Januar 2006     | 8. Januar 2006     |
| Westdeutsche Badmintonmeisterschaft 2006          | Bottrop             | 7. Januar 2006     | 8. Januar 2006     |
| German Open 2006 (Badminton)                      | Mülheim an der Ruhr | 10. Januar 2006    | 15. Januar 2006    |
| All England 2006                                  | Birmingham          | 17. Januar 2006    | 22. Januar 2006    |
| Russische Badmintonmeisterschaft 2006             | Odinzowo            | 27. Januar 2006    | 1. Februar 2006    |
| Deutsche Badmintonmeisterschaft 2006              | Bielefeld           | 2. Februar 2006    | 5. Februar 2006    |
| Niederländische Badmintonmeisterschaft 2006       | Den Bosch           | 3. Februar 2006    | 5. Februar 2006    |
| Polnische Badmintonmeisterschaft 2006             | Słupsk              | 3. Februar 2006    | 5. Februar 2006    |
| Tschechische Badmintonmeisterschaft 2006          | Český Krumlov       | 3. Februar 2006    | 5. Februar 2006    |
| Dänische Badmintonmeisterschaft 2006              | Vejen               | 3. Februar 2006    | 5. Februar 2006    |
| Finnische Badmintonmeisterschaft 2006             | Helsinki            | 3. Februar 2006    | 5. Februar 2006    |
| Englische Badmintonmeisterschaft 2006             | Manchester          | 3. Februar 2006    | 5. Februar 2006    |
| Slowenische Badmintonmeisterschaft 2006           | Ljubljana           | 4. Februar 2006    | 5. Februar 2006    |
| Estnische Badmintonmeisterschaft 2006             | Tallinn             | 4. Februar 2006    | 5. Februar 2006    |
| Irische Badmintonmeisterschaft 2006               | Dublin              | 4. Februar 2006    | 5. Februar 2006    |
| Badminton-Mannschaftseuropameisterschaft 2006     | Thessaloniki        | 14. Februar 2006   | 19. Februar 2006   |
| Dave Freeman Open 2006                            | San Diego           | 3. März 2006       | 5. März 2006       |
| China Masters 2006                                | Chengdu             | 8. März 2006       | 12. März 2006      |
| German Juniors 2006                               | Bottrop             | 11. März 2006      | 14. März 2006      |
| Badminton bei den Commonwealth Games 2006         | Melbourne           | 16. März 2006      | 26. März 2006      |
| Dutch International 2006                          | Wateringen          | 16. März 2006      | 19. März 2006      |
| Tschechische Badminton-Juniorenmeisterschaft 2006 | Brünn               | 25. März 2006      | 26. März 2006      |
| Grönländische Badmintonmeisterschaft 2006         | Ilulissat           | 10. April 2006     | 15. April 2006     |
| Badminton-Europameisterschaft 2006                | Den Bosch           | 12. April 2006     | 16. April 2006     |
| Badminton-Mannschaftseuropameisterschaft 2006     | Den Bosch           | 12. April 2006     | 16. April 2006     |
| Uber Cup 2006                                     | Tokio/Sendai        | 28. April 2006     | 6. Mai 2006        |
| Thomas Cup 2006                                   | Tokio/Sendai        | 28. April 2006     | 6. Mai 2006        |
| Slowakische Badmintonmeisterschaft 2006           | Prešov              | 6. Mai 2006        | 7. Mai 2006        |
| Senioren-Badmintoneuropameisterschaft 2006        | Amersfoort          | 16. Mai 2006       | 21. Mai 2006       |
| Spanish International 2006                        | Madrid              | 18. Mai 2006       | 21. Mai 2006       |
| Philippines Open 2006                             | Manila              | 24. Mai 2006       | 28. Mai 2006       |
| Indonesia Open 2006                               | Surabaya            | 31. Mai 2006       | 4. Juni 2006       |
| Estonian International 2006                       | Tallinn             | 2. Juni 2006       | 4. Juni 2006       |
| Singapur Open 2006                                | Singapur            | 5. Juni 2006       | 11. Juni 2006      |
| North Harbour International 2006                  | Auckland            | 9. Juni 2006       | 11. Juni 2006      |
| Europäische Badminton-Hochschulmeisterschaft 2006 | Lissabon            | 12. Juni 2006      | 16. Juni 2006      |
| Malaysia Open 2006                                | Kuching             | 13. Juni 2006      | 18. Juni 2006      |
| Chinese Taipei Open 2006                          | Taipeh              | 20. Juni 2006      | 25. Juni 2006      |
| Junioren-Badmintonasienmeisterschaft 2006         | Kuala Lumpur        | 3. Juli 2006       | 9. Juli 2006       |
| Zentralamerika- und Karibikspiele 2006/Badminton  | Santo Domingo       | 15. Juli 2006      | 30. Juli 2006      |
| Macau Open 2006                                   | Macau               | 19. Juli 2006      | 23. Juli 2006      |
| Thailand Open 2006                                | Bangkok             | 25. Juli 2006      | 30. Juli 2006      |
| MBBC Juniors 2006                                 | Manhattan Beach     | 5. August 2006     | 10. August 2006    |
| Südasienspiele 2006/Badminton                     | Colombo             | 16. August 2006    | 22. August 2006    |
| Australische Badmintonmeisterschaft 2006          | New South Wales     | 17. August 2006    | 19. August 2006    |
| Korea Open 2006                                   | Seoul               | 21. August 2006    | 27. August 2006    |
| Hong Kong Open 2006                               | Hongkong            | 28. August 2006    | 2. September 2006  |
| Waikato International 2006                        | Hamilton            | 31. August 2006    | 3. September 2006  |
| Badminton-Europameisterschaft für Behinderte 2006 | La Rinconada        | 8. September 2006  | 10. September 2006 |
| Bulgarian International 2006                      | Sofia               | 13. September 2006 | 16. September 2006 |
| Badminton-Weltmeisterschaft 2006                  | Madrid              | 18. September 2006 | 24. September 2006 |
| Slovak Juniors 2006                               | Nitra               | 22. September 2006 | 24. September 2006 |
| Czech International 2006                          | Ostrava             | 29. September 2006 | 2. Oktober 2006    |
| Slovak International 2006                         | Nové Zámky          | 3. Oktober 2006    | 6. Oktober 2006    |
| Jamaikanische Badmintonmeisterschaft 2006         | Kingston            | 7. Oktober 2006    | 8. Oktober 2006    |
| Japan Open 2006                                   | Tokio               | 10. Oktober 2006   | 15. Oktober 2006   |
| China Open 2006                                   | Tianhe              | 17. Oktober 2006   | 22. Oktober 2006   |
| Croatian Juniors 2006                             | Poreč               | 20. Oktober 2006   | 22. Oktober 2006   |
| Badminton World Cup 2006                          | Yiyang              | 24. Oktober 2006   | 28. Oktober 2006   |
| Bitburger Open 2006                               | Saarbrücken         | 24. Oktober 2006   | 29. Oktober 2006   |
| Hungarian International 2006                      | Budapest            | 26. Oktober 2006   | 29. Oktober 2006   |
| Denmark Open 2006                                 | Aarhus              | 31. Oktober 2006   | 5. November 2006   |
| Badminton-Juniorenweltmeisterschaft 2006          | Incheon             | 2. November 2006   | 11. November 2006  |
| Dutch Open 2006                                   | Den Bosch           | 8. November 2006   | 12. November 2006  |
| Sri Lanka International 2006                      | Colombo             | 9. November 2006   | 12. November 2006  |
| Japanische Badmintonmeisterschaft 2006            | Tokio               | 15. November 2006  | 19. November 2006  |
| Singapur Juniors 2006                             | Singapur            | 26. November 2006  | 2. Dezember 2006   |
| Asienspiele 2006/Badminton                        | Doha                | 30. November 2006  | 9. Dezember 2006   |
| Badminton-Afrikameisterschaft 2006                | Algier              | 3. Dezember 2006   | 10. Dezember 2006  |
| Singapurische Badmintonmeisterschaft 2006/2007    | Singapur            | 11. Dezember 2006  | 16. Dezember 2006  |